# 韋塞利斯泰普
50°37′23″N 33°30′31″E / 50.62306°N 33.50861°E
韋塞利斯泰普（烏克蘭語：Веселий Степ）是位於烏克蘭東北部的村莊，由蘇梅州羅姆內區的羅姆內市鎮負責管轄。該村距離馬爾基夫斯凱1.5公里，海拔高度157米，2001年人口2。